# オランダ国立植物標本館

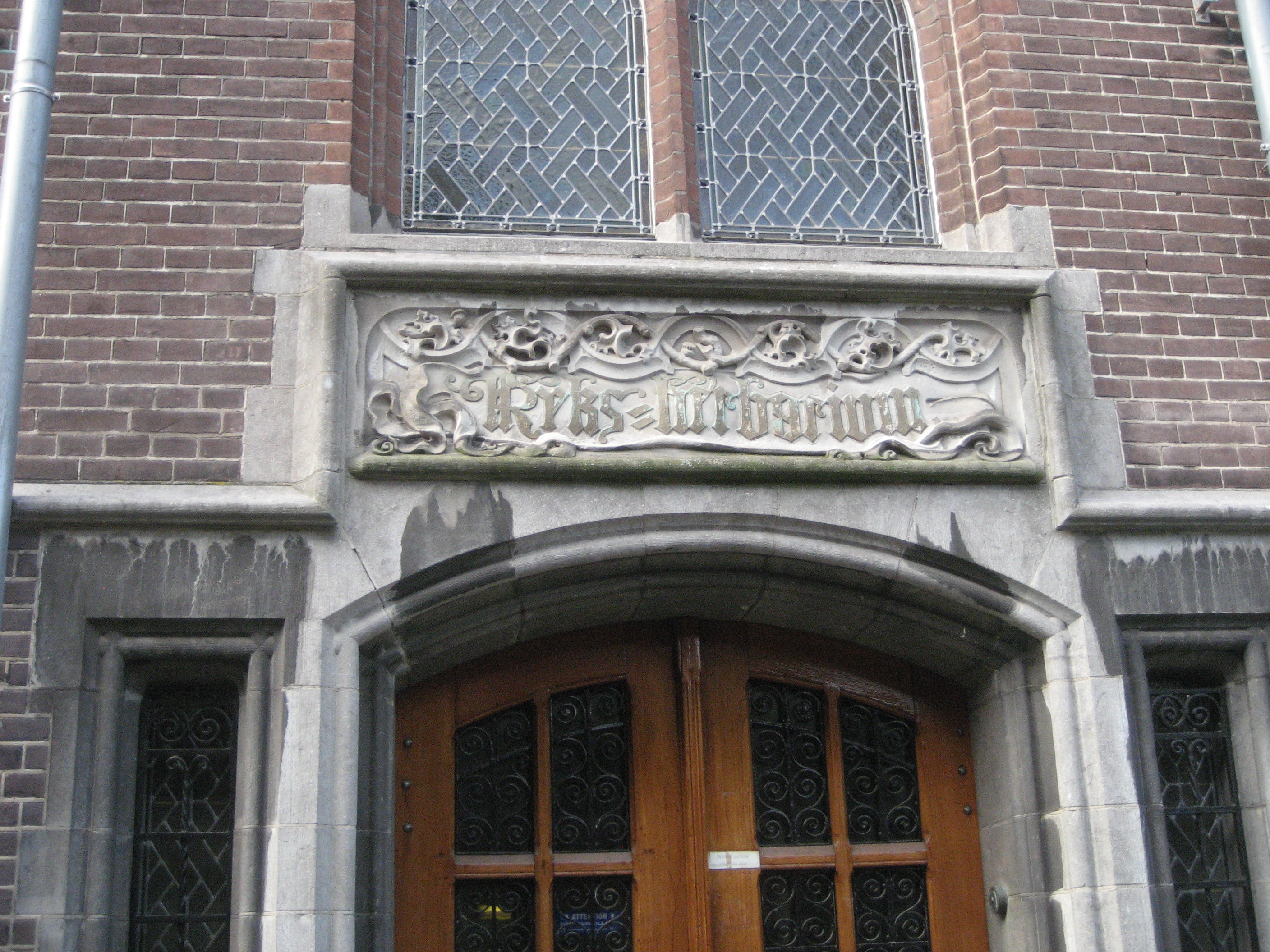
オランダ国立植物標本館

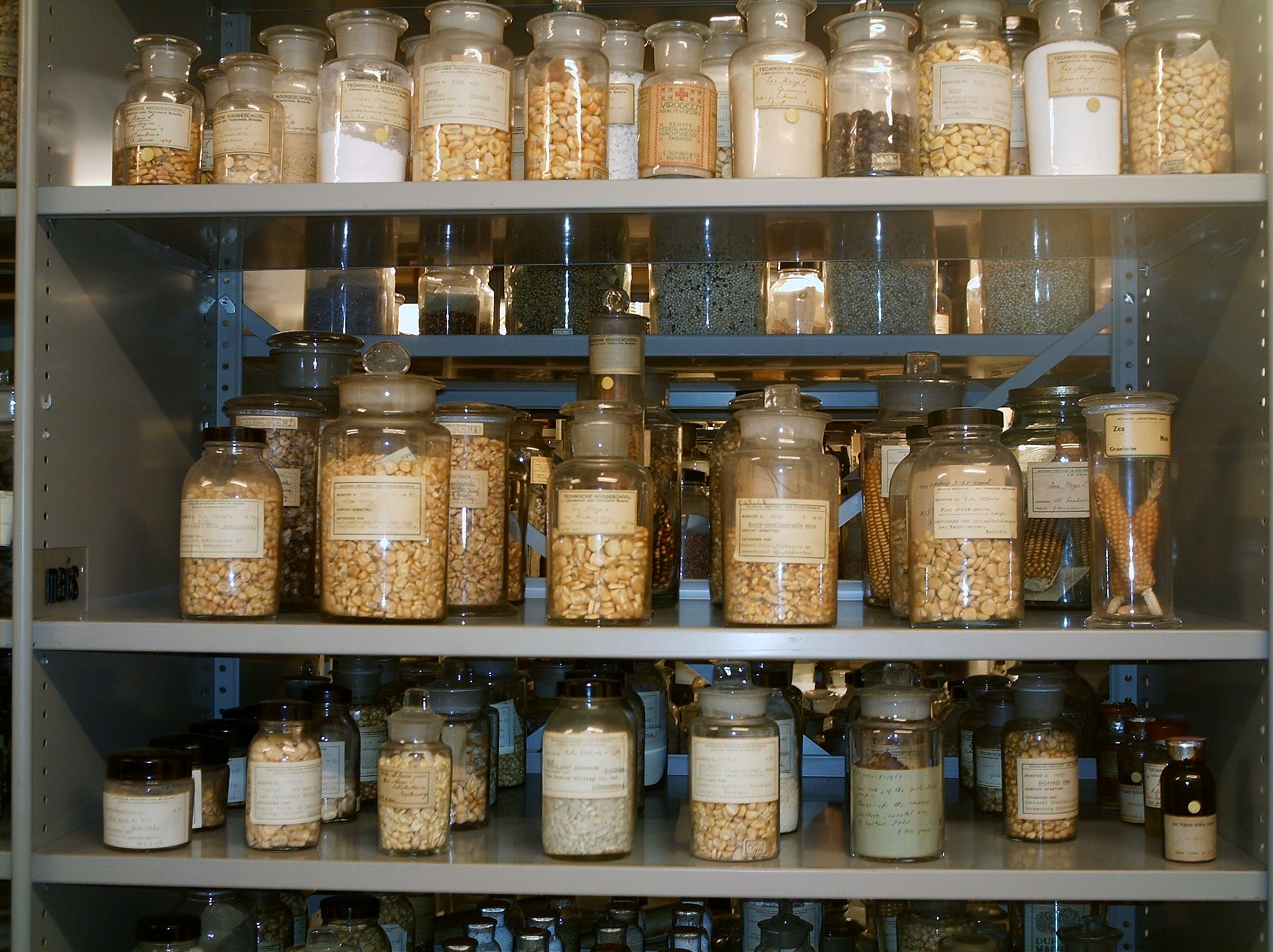

オランダ国立植物標本館（オランダこくりつしょくぶつひょうほんかん; オランダ語: Nationaal Herbarium Nederland）あるいは旧王立植物標本館 （蘭: Rijksherbarium）は、1999年にライデン大学、ユトレヒト大学、ヴァーヘニンゲン農業大学（現 Wageningen University & Research）の植物標本館が合併されて設立された植物標本館である。ライデン大学分館は、王立植物標本館（Rijksherbarium）として1829年に設立された歴史を持ち、日本でシーボルトが収集した植物標本が保管されている。

## 歴史
1829年にインドネシアから多くの植物標本を持ち帰った、カール・ルートヴィヒ・ブルームを所長としてブリュセルに設立された。1830年にベルギー独立革命が始まったため、ライデン大学に移され、シーボルトの採集された標本類も収納された。ライデン大学の標本館はオランダでの研究機関としての評価は低い時期があったが、1933年に東南アジアで多くの標本を採取したヘルマン・ラム（Herman Johannes Lam）が館長になり、その後、ファン・ステーニス (Cornelis van Steenis) が館長になり、400万点の植物標本を有する、オランダ最大の標本館となった。
やがてライデン大学、ユトレヒト大学、ヴァーヘニンゲン農業大学の植物標本館が合併されて設立され Nationaal Herbarium Nederland となった。標本はインデックス・ヘルバリオールムで割り当てられたコード L という形で文献に引用される。かつては2009年統合の旧ユトレヒト大学植物標本館由来のものは U、2014年統合の旧ヴァーヘニンゲン農業大学植物標本館のものは WAG として区別されていた。